# قليتش خان كندي
قليتش خان‌ كندي هي قرية في مقاطعة بارس أباد، إيران. يقدر عدد سكانها بـ 226 نسمة بحسب إحصاء 2016.